# Parrocchia di Saint George Basseterre
La parrocchia di Saint George Basseterre si trova nella parte meridionale dell'isola di Saint Kitts, nella federazione di Saint Kitts e Nevis.

## Villaggi
- Basseterre (capoluogo)
- Bird Rock
- Frigate Bay